# Fatos Nano

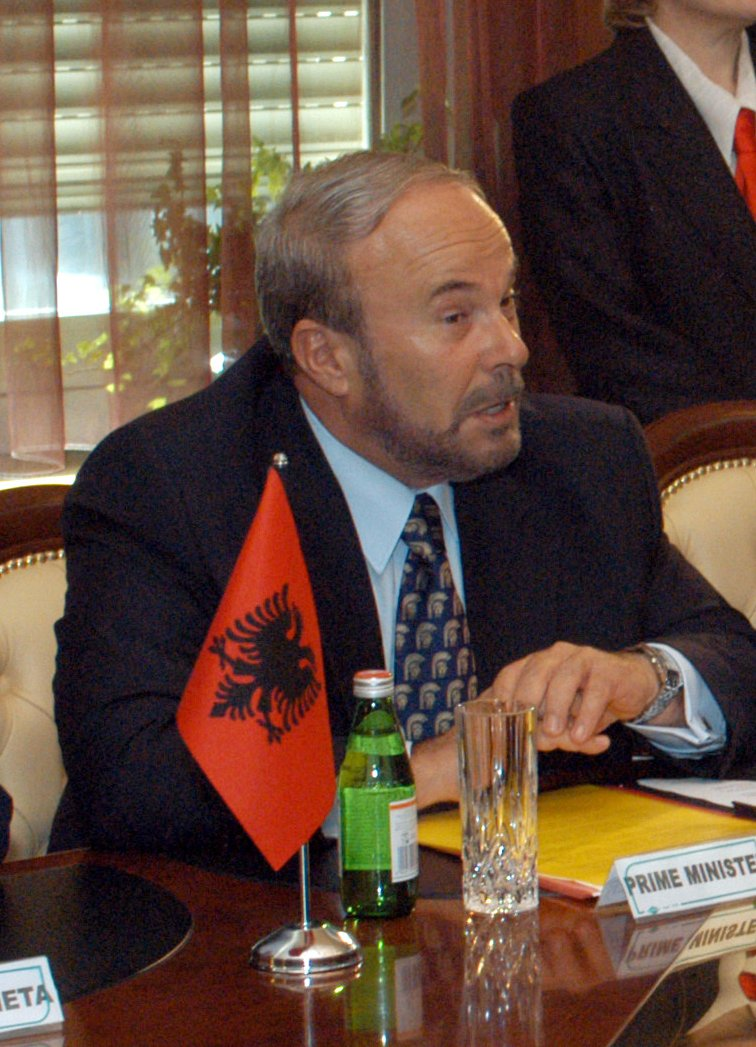
Fatos Nano

Fatos Thanas Nano (n. 16 septembrie 1952, Tirana) este un om politic albanez de origine aromână, membru al Partidului Socialist. A îndeplinit funcția de prim-ministru al Albaniei în mai multe rânduri (1991, 1997-1998, 2002-2005).
1. ↑  Fatos Nano, Brockhaus Enzyklopädie
2. ↑  Fatos Nano, Munzinger Personen, accesat în 9 octombrie 2017